# Pohár brazilské nezávislosti

Místa konání turnaje

Pohár brazilské nezávislosti (Taça Independência nebo neoficiálně Mini-Copa) byl mezinárodní fotbalový turnaj, který se konal od 11. června do 9. července 1972 ve dvanácti brazilských městech. Uspořádala ho Brazilská fotbalová konfederace jako součást oslav 150. výročí vyhlášení nezávislosti Brazílie. Hrálo na něm dvacet mužstev: osmnáct národních reprezentací spolu s výběry Afriky a konfederace CONCACAF. Podle původního záměru se měli zúčastnit všichni dosavadní mistři světa, ale NSR, Itálie a Anglie pozvání odmítly a byly nahrazeny týmy SSSR, Československa a Skotska. Dalšími nasazenými byli domácí Brazílie a Uruguay, tuto pětici doplnila na osm trojice týmů postupujících z kvalifikačních skupin.
Vítězi turnaje se stali Brazilci, když ve finále porazili Portugalsko brankou Jairzinha. Nejlepším střelcem byl Dušan Bajević z Jugoslávie se 13 zásahy. Československý tým skončil na posledním místě své skupiny, jeho jediný gól vstřelil Anton Hrušecký.

## Kvalifikace

### Skupina 1
- Argentina – Afrika 2:0
- Francie – Concacaf 5:0
- Francie – Afrika 2:0
- Kolumbie – Concacaf 4:3
- Argentina – Concacaf 7:0
- Francie – Kolumbie 3:2
- Concacaf – Afrika 0:0
- Argentina - Kolumbie 4:1
- Afrika - Kolumbie 3:0
- Argentina – Francie 0:0

1. Argentina
2. Francie
3. Afrika
4. Kolumbie
5. Concacaf

### Skupina 2
- Portugalsko – Ekvádor 3:0
- Irsko – Írán 2:1
- Portugalsko – Írán 3:0
- Chile - Ekvádor 2:1
- Portugalsko – Chile 4:1
- Irsko – Ekvádor 3:2
- Ekvádor – Írán 1:1
- Chile – Irsko 2:1
- Chile – Írán 2:1
- Portugalsko – Irsko 2:1

1. Portugalsko
2. Chile
3. Irsko
4. Ekvádor
5. Írán

### Skupina 3
- Peru – Bolívie 3:0
- Paraguay – Venezuela 4:1
- Jugoslávie – Venezuela 10:0
- Paraguay – Peru 1:0
- Jugoslávie – Bolívie 1:1
- Peru – Venezuela 1:0
- Venezuela – Bolívie 2:2
- Jugoslávie – Paraguay 2:1
- Paraguay – Bolívie 6:1
- Jugoslávie – Peru 2:1

1. Jugoslávie
2. Paraguay
3. Peru
4. Bolívie
5. Venezuela

## Finálová fáze

### Skupina A
| Tým            | Pld | W | D | L | GF | GA | GD | Pts |
| -------------- | --- | - | - | - | -- | -- | -- | --- |
| Brazílie       | 3   | 2 | 1 | 0 | 4  | 0  | +4 | 7   |
| Jugoslávie     | 3   | 1 | 1 | 1 | 4  | 6  | -2 | 4   |
| Skotsko        | 3   | 0 | 2 | 1 | 2  | 3  | -1 | 2   |
| Československo | 3   | 0 | 2 | 1 | 1  | 2  | -1 | 2   |

|          |       |                |  |
| Brazílie | 0 – 0 | Československo |  |
|          |       |                |  |

|         |       |            |  |
| Skotsko | 2 – 2 | Jugoslávie |  |
|         |       |            |  |

|          |       |            |  |
| Brazílie | 3 – 0 | Jugoslávie |  |
|          |       |            |  |

|         |       |                |  |
| Skotsko | 0 – 0 | Československo |  |
|         |       |                |  |

|          |       |         |  |
| Brazílie | 1 – 0 | Skotsko |  |
|          |       |         |  |

|            |       |                |  |
| Jugoslávie | 2 – 1 | Československo |  |
|            |       |                |  |

### Skupina B
| Tým           | Pld | W | D | L | GF | GA | GD | Pts |
| ------------- | --- | - | - | - | -- | -- | -- | --- |
| Portugalsko   | 3   | 2 | 1 | 0 | 5  | 2  | +3 | 7   |
| Argentina     | 3   | 2 | 0 | 1 | 3  | 3  | 0  | 6   |
| Sovětský svaz | 3   | 1 | 0 | 2 | 1  | 2  | -1 | 3   |
| Uruguay       | 3   | 0 | 1 | 2 | 1  | 3  | -2 | 1   |

|               |       |         |  |
| Sovětský svaz | 1 – 0 | Uruguay |  |
|               |       |         |  |

|             |       |           |  |
| Portugalsko | 3 – 1 | Argentina |  |
|             |       |           |  |

|         |       |             |  |
| Uruguay | 1 – 1 | Portugalsko |  |
|         |       |             |  |

|           |       |               |  |
| Argentina | 1 – 0 | Sovětský svaz |  |
|           |       |               |  |

|             |       |               |  |
| Portugalsko | 1 – 0 | Sovětský svaz |  |
|             |       |               |  |

|           |       |         |  |
| Argentina | 1 – 0 | Uruguay |  |
|           |       |         |  |

## O třetí místo
| 9. 7. 1972                                                    |       |                                |                     |
| Jugoslávie                                                    | 4 – 2 | Argentina                      | Estádio do Maracanã |
| Dušan Bajević 26', 83' Josip Katalinski 37' Dragan Džajić 64' |       | Miguel Ángel Brindisi 58', 87' | Estádio do Maracanã |

## Finále
| 9. 7. 1972    |       |             |                                                      |
| Brazílie      | 1 – 0 | Portugalsko | Estádio do Maracanã rozhodčí: Abraham Klein (Izrael) |
| Jairzinho 89' |       |             | Estádio do Maracanã rozhodčí: Abraham Klein (Izrael) |